# 目白大学の人物一覧
目白大学の人物一覧（めじろだいがくのじんぶついちらん）は、目白大学に関係する人物の一覧記事。

## 著名な教職員
- 丸楠恭一 - 教授、政策空間元編集主幹
- 鷲津名都江（小鳩くるみ） - 教授、元タレント、童謡歌手
- アグネス・チャン - 客員教授
- 野中章弘 - 非常勤講師、アジアプレス・インターナショナル代表兼取締役
- 吉原敬典 - 経営学者、経営学部経営学科教授、大学院経営学研究科経営学専攻研究指導教授・博士後期課程研究指導教授、立教大学大学院ビジネスデザイン研究科兼任講師（ホスピタリティマネジメント1・2担当）
- 小野寺敦子 - 心理学部教授
- 加賀美常美代 - 心理学部教授
- 黒沢幸子 - 心理学部教授
- 石井貫太郎 - 社会学部教授

## 著名なOB・OG

### 芸能
- 猫ひろし（人文学部） - お笑いタレント
- 目黒紗織（社会学部）[要出典] - 元タレント
- 香椎由宇（外国語学部） - 女優
- 小池由朗（人文学部） - 作詞家、作曲家
- なちゅ（社会学部） - お笑いタレント、SDN48の元メンバー
- 池田ショコラ - バラエティタレント
- 初恋の嵐 - バンド

### 文学
- 冬野夜空（経営学部） - 小説家

### スポーツ
- 小林由佳（人間学部） - 空手家

### その他
- 大崎初音（人間学部） - 雀士